# Esa Keskinen
Esa Juhani Keskinen (ur. 3 lutego 1965 w Ylöjärvi) – fiński hokeista, reprezentant Finlandii, dwukrotny olimpijczyk.

## Kariera
- KooVee U20 (1980-1981)
- FPS (1981-1983)
- TPS (1983-1988)
- Lukko (1988-1991)
- TPS (1991-1994)
- HV71 (1994-1999)
- TPS (1999-2000)

Wychowanek klubu KooVee. Wieloletni zawodnik TPS w lidze fińskiej Liiga. Ponadto występował w szwedzkich rozgrywkach Elitserien w drużynie HV71.
Uczestniczył w turniejach zimowych igrzysk olimpijskich 1988, 1994 oraz mistrzostw świata w 1989, 1990, 1991, 1994, 1995, 1996.

## Sukcesy
Reprezentacyjne
- Srebrny medal mistrzostw Europy juniorów do lat 18: 1983
- Srebrny medal mistrzostw świata juniorów do lat 20: 1984
- Srebrny medal zimowych igrzysk olimpijskich: 1988
- Brązowy medal zimowych igrzysk olimpijskich: 1994
- Srebrny medal mistrzostw świata: 1994
- Złoty medal mistrzostw świata: 1995

Klubowe
- Srebrny medal mistrzostw Finlandii: 1985, 1994 z TPS
- Złoty medal mistrzostw Finlandii 1993, 2000 z TPS
- Puchar Europy: 1994 z TPS
- Złoty medal mistrzostw Szwecji: 1995 z HV71

Indywidualne
- SM-liiga 1983/1984:
  - Trofeum Raimo Kilpiö - nagroda dla najuczciwszego zawodnika
- Mistrzostwa świata do lat 20 w 1985:
  - Pierwsze miejsce w klasyfikacji asystentów turnieju: 14 asyst
  - Pierwsze miejsce w klasyfikacji kanadyjskiej turnieju: 20 punktów
- SM-liiga 1986/1987:
  - Czwarte miejsce w klasyfikacji asystentów w sezonie zasadniczym: 41 asyst
  - Piąte miejsce w klasyfikacji kanadyjskiej w sezonie zasadniczym: 59 punktów
- 1987/1988:
  - Pierwsze miejsce w klasyfikacji asystentów w sezonie zasadniczym: 55 asyst
  - Trofeum Veliego-Pekki Ketoli - pierwsze miejsce w klasyfikacji kanadyjskiej w sezonie zasadniczym: 69 punktów
- SM-liiga 1990/1991:
  - Pierwsze miejsce w klasyfikacji asystentów w sezonie zasadniczym: 51 asyst
  - Drugie miejsce w klasyfikacji kanadyjskiej w sezonie zasadniczym: 68 punktów
- SM-liiga 1991/1992:
  - Drugie miejsce w klasyfikacji asystentów w sezonie zasadniczym: 45 asyst
  - Drugie miejsce w klasyfikacji kanadyjskiej w sezonie zasadniczym: 69 punktów
- SM-liiga 1992/1993:
  - Pierwsze miejsce w klasyfikacji asystentów w sezonie zasadniczym: 43 asysty
  - Pierwsze miejsce w klasyfikacji strzelców goli w osłabieniu w sezonie zasadniczym: 2 gole
  - Trofeum Veliego-Pekki Ketoli - pierwsze miejsce w klasyfikacji kanadyjskiej w sezonie zasadniczym: 59 punktów
  - Skład gwiazd
- SM-liiga 1993/1994:
  - Pierwsze miejsce w klasyfikacji asystentów w sezonie zasadniczym: 47 asyst
  - Trofeum Veliego-Pekki Ketoli - pierwsze miejsce w klasyfikacji kanadyjskiej w sezonie zasadniczym: 70 punktów
  - Trofeum Lassego Oksanena - najlepszy zawodnik w sezonie zasadniczym (pierwszy nagrodzony w historii wyróżnienia)
  - Kultainen kypärä (Złoty Kask) - najlepszy zawodnik sezonu
  - Skład gwiazd
- Elitserien 1995/1996:
  - Pierwsze miejsce w klasyfikacji asystentów w sezonie zasadniczym: 41 asyst - rekord drużyny HV71
  - Pierwsze miejsce w klasyfikacji kanadyjskiej w sezonie zasadniczym: 59 punktów - rekord drużyny HV71
  - Guldhjälmen - nagroda dla najbardziej wartościowego zawodnika

Wyróżnienie
- Galeria Sławy fińskiego hokeja na lodzie